# Glogovica (Pristina)
Pour les articles homonymes, voir Glogovica.
Gllogovicë en albanais et Glogovica en serbe latin (en serbe cyrillique : Глоговица) est une localité du Kosovo située dans la commune/municipalité de Pristina, district de Pristina (Kosovo) ou district de Kosovo (Serbie). Selon le recensement kosovar de 2011, elle compte 74 habitants, tous albanais.

## Démographie

### Évolution historique de la population dans la localité
| 1948 | 1953 | 1961 | 1971 | 1981 | 1991 | 2011 |
| ---- | ---- | ---- | ---- | ---- | ---- | ---- |
| 449  | 481  | 549  | 610  | 558  | 627  | 74   |

|  |